# Oscypek

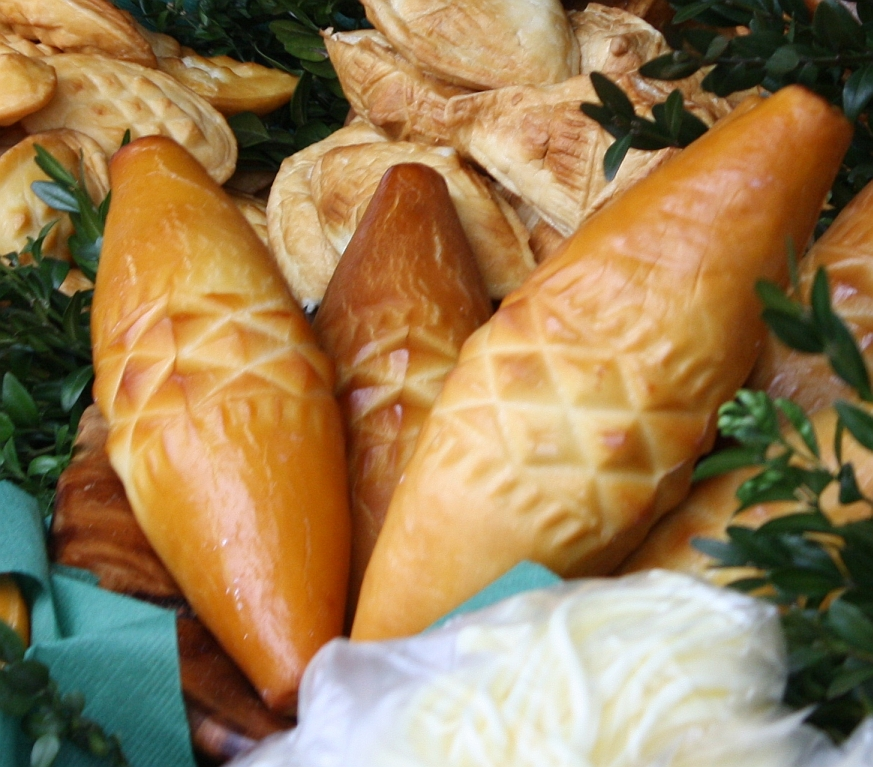
Oscypki

Oscypek sau Oszczypek este o brânză afumată făcută din lapte de oaie exclusiv în Munții Tatra în Polonia, având formă de mosor.
Din 2007 denumirea Oscypek este marcă înregistrată protejată. 
Oscypek poate diferi în funcție de raportul ingredientelor utilizate și de caracteristicile produsului final. 

După preparare se ține 24 de ore în saramură, apoi se usucă 12-24 de ore iar în final se afumă 3-7 zile. 